# Livry-Louvercy
Livry-Louvercy är en kommun i departementet Marne i regionen Grand Est (tidigare regionen Champagne-Ardenne) i nordöstra Frankrike. Kommunen ligger i kantonen Suippes som tillhör arrondissementet Châlons-en-Champagne. År 2022 hade Livry-Louvercy 1 083 invånare.

## Befolkningsutveckling
Antalet invånare i kommunen Livry-Louvercy
| Referens: INSEE |